# Michelin Polska

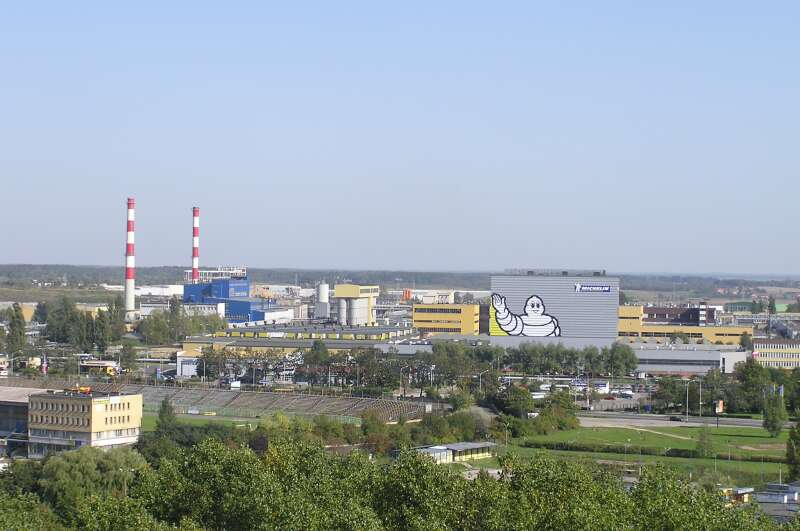
Michelin Polska, Sitz in Olsztyn

Michelin Polska (ehemals Stomil Olsztyn) war ein polnischer Reifenhersteller mit Sitz in Olsztyn. Das Unternehmen ging  1992 aus der Umwandlung des 1967 gegründeten staatlichen Reifenherstellers OZOS „Stomil“ hervor. 1995 wurde es von Michelin mehrheitlich aufgekauft. Von 1995 bis zum 28. Mai 2004 war das Unternehmen an der Warschauer Wertpapierbörse notiert. 2005 wurde es Bestandteil des Michelin-Konzerns mit dem Namen Michelin Polska SA. Mit etwa 4000 Beschäftigten ist es eines der größten Michelin-Werke und die größte Reifenfabrik in Polen.